# Convention girondine
L'expression Convention girondine désigne la première période (du 21 septembre 1792 au 2 juin 1793) de l'histoire de la Convention nationale, assemblée constituante élue en septembre 1792 à la suite de la chute de Louis XVI le 10 août 1792 et de la fin de la monarchie constitutionnelle.
La Convention est formée de députés républicains, mais deux courants s'y opposent, les girondins (Brissot, Roland, Vergniaud, Condorcet), plus modérés, et les montagnards (Robespierre, Saint-Just, Marat, Danton, Desmoulins), plus révolutionnaires. La majorité des députés ne fait cependant partie d'aucune de ces deux factions, et forme ce qui est appelé la Plaine (Barère).
La première période de la Convention est caractérisée par la domination parlementaire des girondins, soutenus par la Plaine, mais aussi par l'opposition radicale des montagnards, qui bénéficient de l'appui d'un puissant pouvoir extérieur à la Convention, celui de la Commune de Paris (Hébert), elle-même soutenue par les sections de sans-culottes et par la Garde nationale de Paris (Santerre). Les girondins dominent donc la Convention, mais les Montagnards ont le soutien de Paris.
Après la première séance de la Convention et la proclamation de la République (21 septembre) au lendemain de la victoire de Valmy, cette rivalité apparaît très vite à propos de la question des massacres de Septembre, les girondins mettant en cause la responsabilité de plusieurs montagnards, mais sans succès. Elle s'exacerbe ensuite autour de la question du procès de Louis XVI, événement politique et symbolique majeur, qui dure du 4 décembre 1792 au 20 janvier 1793 : l'exécution du roi déchu le 21 janvier est une défaite pour les girondins, partisans de « la mort avec sursis », la Plaine ayant majoritairement soutenu les montagnards sur ce point.
Se pose simultanément le problème de la conduite de la guerre (commencée le 20 avril 1792), d'abord en raison du passage de la guerre de défense à la guerre d'annexion à la fin de 1792, puis du fait de la formation au début de 1793 d'une vaste coalition de pays, dont la Grande-Bretagne, qui rejoignent la Prusse et l'Autriche contre la France, à quoi s'ajoute le début du soulèvement vendéen (mars 1793). Au printemps 1793, la situation militaire est mauvaise tant aux frontières qu'en Vendée, malgré la levée des 300 000 hommes, première grande conscription de l'histoire de France.
Les girondins se voient contraints de prendre des mesures qu'ils n'approuvent pas vraiment, notamment la formation du Comité de salut public (6 avril) et du Tribunal révolutionnaire. Ils tentent de neutraliser judiciairement Marat en avril, mais c'est encore un échec.
Finalement, comme celui du roi, leur sort est réglé par des journées révolutionnaires, qui ont lieu les 31 mai et 2 juin 1793 : la Garde nationale, commandée par Hanriot, encercle la Convention en exigeant la proscription des principaux députés de la Gironde, qui pour la plupart seront arrêtés et condamnés à mort.
La Montagne, soutenue par la Plaine, notamment par Barère, prend alors le pouvoir en main : elle va le garder jusqu'au 9 thermidor an II (27 juillet 1794), après avoir conduit la politique de la Terreur, mais avoir aussi assuré la victoire des armées sur tous les fronts (victoires de Savenay en décembre 1793 et de Fleurus en juin 1794).

## Composition initiale de la Convention

### Des élections au suffrage universel, mais peu de votants
La Convention nationale est élue au suffrage universel masculin par tout homme répondant à ces conditions : avoir 21 ans, être domicilié depuis 1 an et vivre de ses revenus.
Mais dans la réalité, le taux d'abstention est énorme, seuls votent les partisans de la république.

### Les différentes factions et groupes

#### La Gironde
Les girondins, presque tous jeunes, sont majoritairement issus de la bourgeoisie provinciale, notamment des grands ports, et particulièrement de Bordeaux, d'où le nom donné à la faction.
Ils sont appelés à l'époque brissotins ou rolandistes. Le terme « girondins » est popularisé au XIXe siècle, notamment par Lamartine dans son Histoire des Girondins.

#### La Montagne
Les Montagnards parce qu'ils siégeaient sur les plus hauts bancs de l'Assemblée.
Ses membres, pour la plupart inscrits au Club des jacobins, étaient considérés comme les plus radicaux de l'assemblée, notamment les députés de la Seine, menés par Robespierre.
Ils étaient pour l'exécution du roi Louis XVI 

## Les débuts
Deux groupes politiques disputaient la suprématie au sein de la Convention nationale, durant la période du procès du roi et son exécution. Ce n’étaient pas des partis politiques mais plutôt des coalitions souples de députés qui avaient des objectifs similaires.

Les Girondins étaient les premiers à attaquer la monarchie constitutionnelle.

## Le procès du roi
La Gironde et la Montagne se sont disputés à propos du sort du roi, les Girondins voulaient le garder prisonnier, en tant que pion politique et otage. Tandis que les Montagnards disaient que le roi ne pouvait pas être pardonné pour ses crimes et qu’il devait mourir pour assurer la survie de la République.

## La chute des girondins
La chute des girondins se produit lors des insurrections de Paris du 31 mai au 2 juin 1793. Elle marque la fin des luttes de pouvoirs entre les Girondins et les Montagnards pendant la Révolution française. Ce fut le résultat de leurs oppositions politiques populaires qui auraient tiré parti aux habitants de Paris mais également le résultat de leurs attaques contre les membres populaires de la faction politique rivale.